# Irene Forbes
Irene Forbes Pérez (L'Avana, 3 aprile 1949 – 14 giugno 2014) è stata una schermitrice cubana.

## Biografia
Ha partecipato ai Giochi della XX Olimpiade di Monaco di Baviera nel 1972.

## Palmarès
In carriera ha conseguito i seguenti risultati:
- Giochi Panamericani:

Cali 1971: argento nel fioretto a squadre e bronzo individuale.